# خلقة (النادرة)

تعديل مصدري - تعديل

خلقة هي إحدى قرى عزلة ظلم بمديرية النادرة التابعة لمحافظة إب، بلغ تعداد سكانها 550 نسمة حسب تعداد اليمن لعام 2004.